# Join Inn
Join Inn è un album in studio del gruppo rock tedesco Ash Ra Tempel, pubblicato nel 1973.

## Tracce
1. Freak'n'roll – 19:15
2. Jenseits – 24:18

## Formazione
- Hartmut Enke – basso
- Manuel Göttsching – chitarra
- Rosi Müller – voce
- Klaus Schulze – batteria, organo